# Andøya
Andøya – wyspa w archipelagu Vesterålen, należącym do Norwegii. Administracyjnie należy do okręgu Nordland, do gminy Andøy. Najwyższym punktem jest szczyt Kvasstinden (705 m n.p.m.). Nie licząc terytoriów zależnych, pod względem powierzchni zajmuje dziesiąte miejsce w kraju.

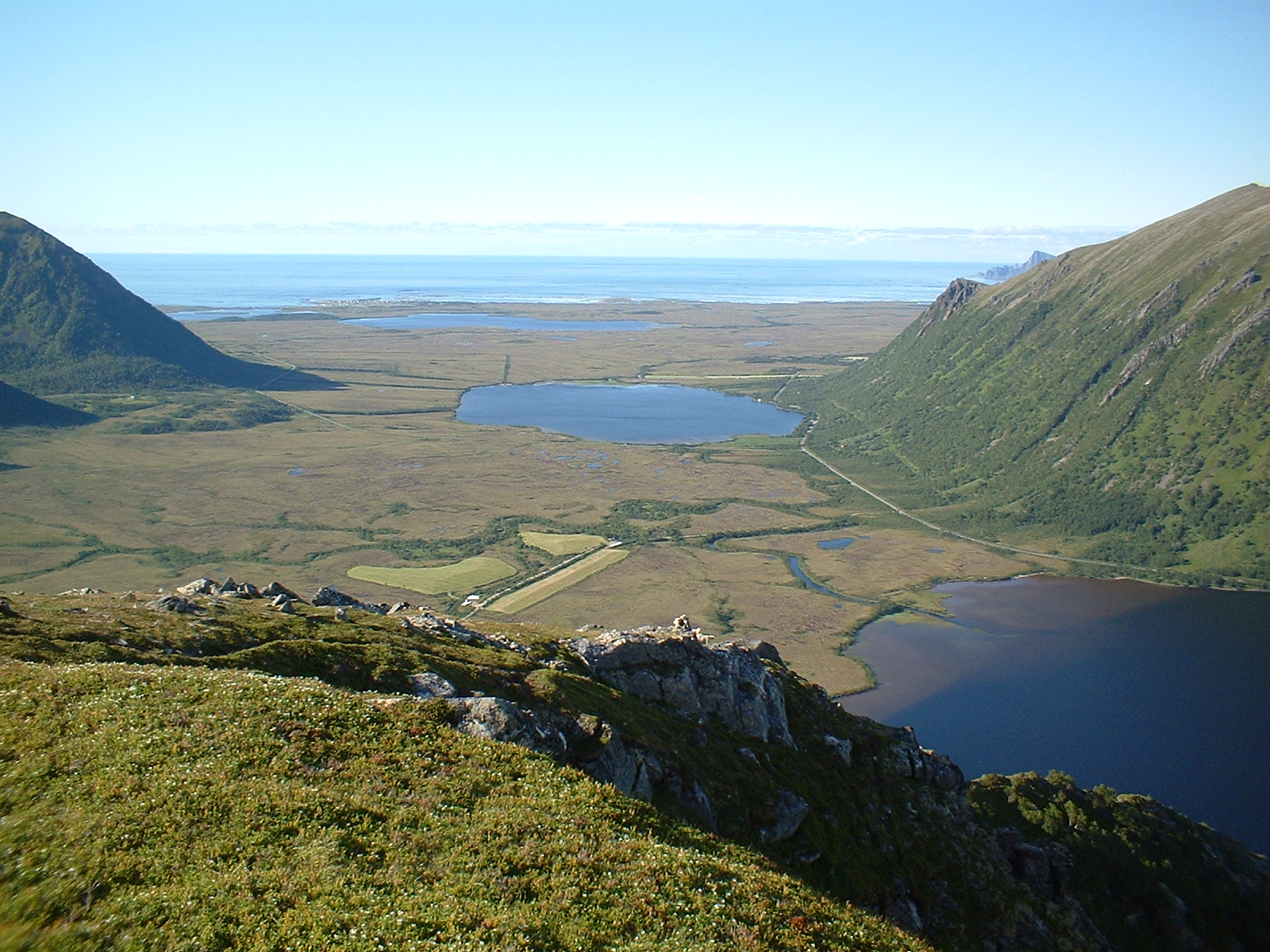
Andøya.